# Игнатьево (городской округ Коломна)
Игнатьево — деревня в городском округе Коломна Московской области. До 2017 года относилась к Акатьевскому сельскому поселению Коломенского района. Население — 33 чел. (2010).

## География
Деревня Игнатьево расположена на левом берегу Оки в 7 км к югу от черты города Коломны. Ближайшие населённые пункты — деревни Акатьево, Васильево и Зиновьево.

## Население
| 2002 | 2006 | 2010 |
| ---- | ---- | ---- |
| 2    | →2   | ↗33  |

## Улицы
В деревне Игнатьево расположены следующие улицы:
- ул. Барская
- ул. Береговая
- ул. Вишнёвая
- ул. Молодёжная
- ул. Окская
- ул. Садовая
- ул. Тепличная